# Hadōken

Paso a Paso para hacer el Hadoken.

El Hadōken (波动拳 hadōken?) AFI: [hadoːkẽɴ] (también escrito Hadoken o Hadouken) es un neologismo japonés, cuyo significado literal es puño en movimiento en forma de onda. Es un ataque especial de la serie de videojuegos Street Fighter de Capcom, utilizado por personajes como Ryu, Ken, Sakura, Akuma, Gouken, Evil Ryu, Shin Akuma.
A veces referido en inglés como fireball («bola de fuego») dado su apariencia, a pesar de que muy pocas instancias del movimiento producen llamas en realidad.

## Descripción
El tipo básico del movimiento Hadōken tiene forma de bola de energía que el luchador lanza al adversario. El proyectil se genera utilizando su fuerza de voluntad para enfocar el qì a través de las palmas. 
El uso principal del movimiento Hadōken es controlar el campo de juego horizontal: si se lanza al adversario, éste tendrá que bloquearlo, saltarlo o usar un ataque especial para  contrarrestarlo. En todo caso, tendrá que actuar, permitiendo que el jugador que lo lance pueda contraatacar potencialmente.
Normalmente el jugador puede realizarlo moviendo el joystick o cruceta un cuarto de círculo hacia el adversario empezando desde abajo y pulsando el botón de puñetazo. Aunque la ejecución ha sido siempre la misma, el diseño, velocidad, daño y otro atributos de la técnica han variado en diferentes juegos.
Hay diversas variaciones del movimiento, dependiendo del luchador. Algunas variaciones pueden aumentar el daño considerablemente y producir varios impactos. Algunos luchadores pueden realizar el movimiento durante el salto (ej. Akuma) o lanzarlo en diagonal desde el suelo contra objetivos en el aire (ej. Gouken). 
Los ataques Hadōken y Shoryuken son los más icónicos de la saga Street Fighter. El movimiento Hadōken en sí aparece a menudo en las secuencias de introducción de varios videojuegos de esta saga.

## Concepto
Takashi Nishiyama, creador de la saga Street Fighter, tomó como referencia la serie de anime Space Battleship Yamato de 1974 y su cañón de proa llamado «Hado Hō» como el origen del movimiento Hadōken.